# Terron-sur-Aisne
Terron-sur-Aisne is een plaats en voormalige gemeente in het Franse departement Ardennes in de regio Grand Est en telt 115 inwoners (2009). De plaats maakt deel uit van het arrondissement Vouziers. 

## Geschiedenis
Op 1 juni 2016 werd Terron-sur-Aisne samen met Vrizy als zelfstandige gemeente opgeheven en bij de gemeente Vouziers gevoegd.

## Geografie
De oppervlakte van Terron-sur-Aisne bedraagt 6,6 km², de bevolkingsdichtheid is dus 17,4 inwoners per km².
De onderstaande kaart toont de ligging van Terron-sur-Aisne met de belangrijkste infrastructuur en aangrenzende gemeenten.

## Demografie
Onderstaande figuur toont het verloop van het inwonertal (bron: INSEE-tellingen).

Vanwege een beveiligingsprobleem met de MediaWiki Graph-software is het momenteel niet mogelijk deze grafiek weer te geven. Zodra de software is bijgewerkt zal de grafiek vanzelf weer zichtbaar worden.